# NGC 7225
NGC 7225 (również PGC 68311) – galaktyka spiralna (S0-a/P), znajdująca się w gwiazdozbiorze Ryby Południowej. Odkrył ją John Herschel 30 lipca 1834 roku.